# Mil Mi-17
Mil Mi-17 (znan tudi kot Mi-8M), NATO oznaka "Hip") je ruski dvomotorni vojaški transportni helikopter. Uporablja se za transport vojakov, tovora, iskanje in reševanje, pomoč v primeru naravnih nesreč in drugo. Mi-17 je bil razvit na bazi Mi-8, povečali so moč motorjev, spremenili rotor in transmisijo. Helikopter ima opcijo "Visoko in vroče" ("Hot&high") motorjev Isotov TV3-117VM (2070 KM) za operacije na velikih višinah in visoki temperaturi. Eksportne verzije za Kitajsko in Venezuelo imajo motorje VK-2500 s FADEC krmilnim sistemom. 
Oznaka Mi-17 se uporablja za izvozne različice, Ruska vojska uporablja oznako Mi-8MT. Mi-17 se zlahka prepozna po repnem rotorju na levi strani, namesto na desni. Obstajajo tudi verzija "leteča strojnica".
Maja 2008 so začeli z licenčno proizvodnjo na Kitajskem pri podjetju  Sichuan Lantian Helicopter Company Limited v Čengdu. Na leto naj bi zgradili 80 helikopterjev.
Bojno so se uporabljali v Kambodži leta 1996, Kargilski vojni leta 1999, civilni vojni na Šri Lanki, in Angolski civilni vojni.

## Tehnične specifikacije(Mil-17-1V)
- Posadka: 2-3
- Kapaciteta: 30 vojakov ali 12 nosil ali 4 000 kg (8 820 lb) tovora v notranjosti ali 5000 kg tovora zunaj na kljuki
- Dolžina: 18.465 m (60 ft 7 in)
- Premer rotorja: 21,25 m (69 ft 10½ in)
- Višina: 4,76 m (15 ft 7¼ in)
- Površina rotorja: 356 m² (3 834 ft²)
- Prazna teža: 7 489 kg (16 510 lb)
- Naložena teža: 11 100 kg (24 470 lb)
- Maks. vzletna teža: 13 000 kg (28 660 lb)
- Motorji: 2 × Klimov TV3-117VM turbogredni, 1 633 kW (2 190 KM) vsak

- Maks. hitrost: 250 km/h (135 vozlov, 155 mph)
- Dolet: 465 km (251 nmi, 289 mi)(standardno gorivo)
- Višina leta (servisna): 6 000 m (19 690 ft)
- Hitrost vzpenjanja: 8 m/s (1 575 ft/min)

- Orožje: do 1500 kg bomb, raket ali topov na šestih nosilcih